# Демба Діалло
Демба Діалло (фр. Demba Diallo, нар. 13 жовтня 2001, Каєс) — малійський футболіст, нападник турецької «Маніси» та національної збірної Малі.

## Клубна кар'єра
Народився 13 жовтня 2001 року в Каєсі. Вихованець футбольної школи клубу «Стад Малієн». Дорослу футбольну кар'єру розпочав 2017 року в основній команді того ж клубу, в якій провів чотири сезони. 
У серпні 2021 року перейшов до турецького друголігового клубу «Маніса».

## Виступи за збірну
2021 року дебютував в офіційних матчах у складі національної збірної Малі.
У складі олімпійської збірної Малі — учасник футбольного турніру на Олімпійських іграх 2024 року в Парижі.
| Дата      | Місто   | Господарі | Результат | Гості            | Турнір                                  | Голи | Примітки |
| --------- | ------- | --------- | --------- | ---------------- | --------------------------------------- | ---- | -------- |
| 16-1-2021 | Яунде   | Малі      | 1 – 0     | Буркіна-Фасо     | ЧАН 2020 - 1-й етап                     | -    |          |
| 20-1-2021 | Яунде   | Камерун   | 1 – 0     | Малі             | ЧАН 2020 - 1-й етап                     | -    | 79'      |
| 24-1-2021 | Дуала   | Зімбабве  | 0 – 1     | Малі             | ЧАН 2020 - 1-й етап                     | 1    |          |
| 30-1-2021 | Яунде   | Малі      | 0 – 0     | Республіка Конго | ЧАН 2020 - чвертьфінал                  | -    | 67'      |
| 3-2-2021  | Дуала   | Малі      | 0 – 0     | Гвінея           | ЧАН 2020 - півфінал                     | -    |          |
| 7-2-2021  | Яунде   | Малі      | 0 – 2     | Марокко          | ЧАН 2020 - Фінал                        | -    |          |
| 24-3-2021 | Конакрі | Гвінея    | 1 – 0     | Малі             | Відбір до Кубка африканських націй 2021 | -    | 77'      |
| Усього    |         | Матчів    | 7         |                  | Голів                                   | 1    |          |